# Docteur Laennec
Pour les articles homonymes, voir Laennec et René Laennec.
Pour plus de détails, voir Fiche technique et Distribution.
Docteur Laennec est un film français réalisé Maurice Cloche sorti en 1949. Il est consacré au médecin René-Théophile-Hyacinthe Laennec, interprété par Pierre Blanchar.

## Synopsis
L'histoire de l'invention du stéthoscope par le docteur Laennec, qui combattit victorieusement la phtisie jusqu'au moment où, malade lui-même, il regagne sa Bretagne natale.

## Fiche technique
- Réalisation : Maurice Cloche, assisté de Maurice Delbez
- Scénario : Jean Bernard-Luc
- Conseiller médical : Georges Canetti
- Décors : Robert-Jules Garnier
- Costumes : Rosine Delamare
- Photographie : Claude Renoir
- Montage : Renée Gary
- Son : Pierre-André Bertrand
- Musique : Jean-Jacques Grünenwald
- Sociétés de production : Interfilm , Interfrance Film, Les Films Maurice Cloche
- Pays :  France
- Format :  Noir et blanc - 1,37:1 - 35 mm - Son mono (Western Electric Sound System)
- Genre : Film biographique
- Durée : 100 minutes
- Date de sortie : 
  - France - 17 juin 1949

## Distribution
(par ordre alphabétique)
- Nicolas Amato
- Florent Antony : Beaugendre
- Pierre Blanchar : le docteur Laennec
- Charles Bouillaud : Un domestique
- René Clermont : Le mime
- Paul Demange : Le client enrhumé
- France Descaut : Clarisse d'Anthiages
- Christian Duvaleix : Le charlatan
- Pierre Dux : Prof. Récamier
- Jacques Dynam : Meriadec
- Saturnin Fabre : Laennec père
- Guy Favières : Le vieillard
- Georges Galley
- Jany Holt : Madeleine Bayle
- Jean Lanier : Docteur Louis
- Léon Larive : Un médecin
- Palmyre Levasseur : Angélique
- Henri Maïk
- Raphaël Patorni : Un malade
- Georges Paulais : Un médecin
- Mireille Perrey : Jacquemine d'Argout-Laennec
- Marcelle Praince : La duchesse
- Nicole Riche : La moribonde
- Max Rogerys
- Lina Roxa
- Eliane Salmon
- Evelyne Salmon
- Jean Toulout : Docteur Broussais
- Francette Vernillat : La Fille Du Docteur Bayle
- Charles Vissières : L'éditeur
- Geymond Vital : Dr. Pierre Bayle
- Janine Viénot : Marie-Anne Laennec